# Sojuz 7K-OKS
Sojuz 7K-OKS je verze sovětské kosmické lodě Sojuz. Jako první kosmická loď byla určena pro lety k vesmírným stanicím. Jediné dva pilotované lety této verze Sojuzu se uskutečnily v roce 1971.
Sojuz 7K-OKS byl upravena z původní verze 7K-OK. Tato verze obsahovala nový dokovací mechanismus, který poprvé užíval vnitřní přechodový poklop, který umožnil průchod mezi kosmickou lodí a stanicí vnitřkem lodi. Při předchozích spojeních museli kosmonauti do druhého tělesa přelézat vnějším prostorem. Tento princip dokovacího mechanismu se užívá i v roce 2016 na mezinárodní vesmírné stanici. Tato verze také nemá externí toroidní nádrž, která byla vyhodnocena jako nepotřebná pro lety na nízkou oběžnou dráhu.
Loď uskutečnila jen dva lety s posádkou Sojuz 10 a Sojuz 11. Při prvním letu se Sojuz úspěšně dostal na oběžnou dráhu, avšak nedošlo ke spojení s vesmírnou stanicí. Při návratu se navíc kosmonauti potýkali s toxickými výpary. Při druhém letu došlo k prvnímu úspěšnému osídlení kosmické stanice Saljut 1, první vesmírné stanice v historii. Nicméně tento úspěch je zastíněn smrtí posádky ve složení Georgij Dobrovolskij, Vladislav Volkov a Viktor Pacajev, kteří zahynuli v průběhu přistání.